# Платинагексамолибден
Платинагексамолибден — бинарное неорганическое соединение, интерметаллид
платины и молибдена
с формулой Mo6Pt,
кристаллы.

## Получение
- Сплавление стехиометрических количеств чистых веществ:

{\displaystyle {\mathsf {Pt+6Mo\ {\xrightarrow {1780^{o}C}}\ Mo_{6}Pt}}}

## Физические свойства
Платинагексамолибден образует кристаллы
кубической сингонии,
пространственная группа P m3n,
параметры ячейки a = 0,4988 нм, Z = 1,
структура типа оксида тривольфрама W3O
.
Кристаллы содержат избыток платины до 18,5±0,5 ат. %.
Соединение образуется по перитектоидной реакции при температуре 1780 °С,
а при температуре ниже 1280 °С кристаллы распадаются по эвтектоидной реакции.